# Équipe de Tunisie de volley-ball en 1964
L'équipe de Tunisie de volley-ball dispute deux matchs en 1964.

## Matchs
| Date      | Lieu  | Adversaire | Score | Durée | Compétition | Meilleur marqueur | Référence |
| juin 1964 | Tunis | Liban      | 3-1   | -     | A           | -                 |           |
| juin 1964 | Tunis | Liban      | 1-3   | -     | A           | -                 |           |

A : match amical.